# Kapitän-Dallmann-Straße

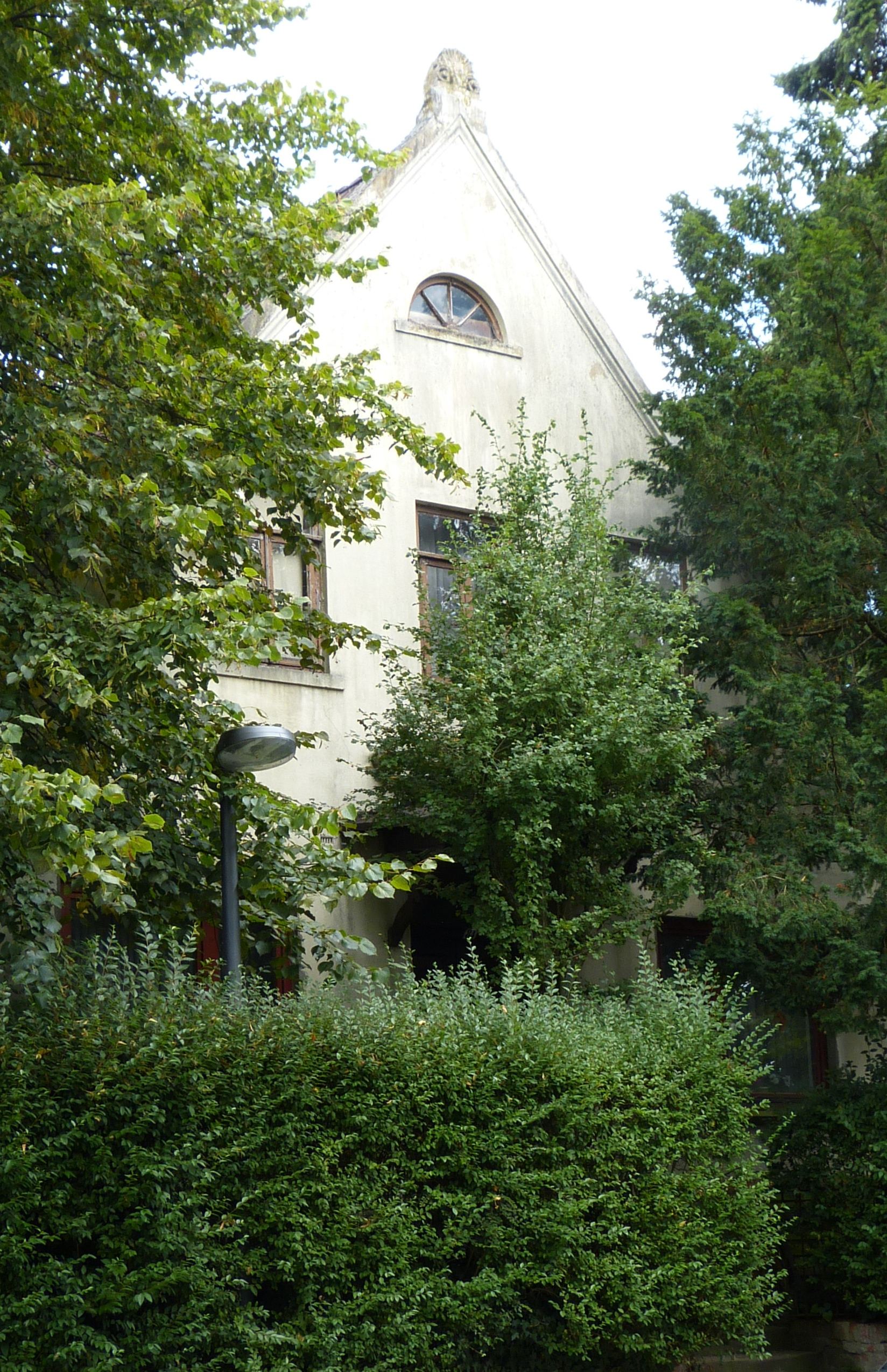
Nr. 84: Haus Kapitän Dallmann

Die Kapitän-Dallmann-Straße in Bremen, Stadtteil Blumenthal, Ortsteil Blumenthal führt in Ost-West-Richtung von der Lüder-Clüver-Straße/Blumenthaler Marktplatz bis zur Weserstrandstraße Richtung Rönnebeck und Farge.
Die Querstraßen und Anschlussstraßen wurden benannt u. a. als Lüder-Clüver-Straße nach Lüder Clüver († 1615), von 1580 bis 1596 Präsident der Ritterschaft des Herzogtums Bremen; Mühlenstraße nach einer Mühle von 1762; Blumenthaler Marktplatz; George-Albrecht-Straße nach dem Chef der Firma Johann Lange und Mitgründer der Bremer Wollkämmerei, George Alexander Albrecht (1834–1898); Emmalene-Bulling-Straße nach der Rechtsanwältin und Mitgründerin des Clubs Berufstätiger Frauen in Bremen, Emmalene Bulling (1890–1959); Zum Donaufleet nach der örtlichen Dona-Aue als toter Wasserlauf; Flethestraße nach dem 1862 eingemeindeten Ortsteil Flethe; Kleine Straße nach ihrer geringen Länge; Bahrsweg nach der Familie Bahrs; und Weserstrandstraße nach der Lage an der Weser (vor 1951 Weserstraße).

## Geschichte

### Name
Die Straße wurde 1926 benannt nach Kapitän Eduard Dallmann (1830–1896), Walfänger, Entdecker und Polarforscher. Mit seinen Reisen trug er maßgeblich zur Kenntnis der Antarktis bei. Zuvor hieß sie Langenstraße.

### Entwicklung
Blumenthal gehörte bis 1939 zur preußischen Provinz Hannover und danach zu Bremen.
Die teils gepflasterte Straße dient der Erschließung der Gemeinde Blumenthal, die ab 1900 durch den Betrieb der nahen Bremer Woll-Kämmerei einen erheblichen Bevölkerungszuwachs hatte.

### Verkehr
Die Straße ist in einer Tempo-30-Zone.
Im Nahverkehr in Bremen tangieren die Buslinien 90 (Gröpelingen ↔ Neuenkirchen), 91 und 92 (Gröpelingen ↔ Rönnebeck) die Straße (Haltestellen Blumenthaler Marktplatz, Donaufleet, Fähre Blumenthal).

## Gebäude und Anlagen
An der Straße stehen sehr uneinheitlich, überwiegend ein- bis dreigeschossige aber auch vier- und fünfgeschossige Gebäude, zumeist als Wohnhäuser.
- Nr. 2: 3-gesch. Wohn- und Geschäftshaus mit Kulturcafé Nunatak, seit 2016 Veranstaltungsort
- Nr. 5–11: 2-gesch. verklinkerte Giebelhäuser von vor 1900; seit 2019 Kinder- und Familienzentrum der Kita Bremen[2]
- Nr. 6: 2-gesch. Wohn- und Geschäftshaus mit Café
- Nr. 13/15: 2-gesch. historisierende Wohnhäuser; heute mit Sozialeinrichtung
- Nr. 24: 3-gesch. Seniorenzentrum Haus Flethe
- Nr. 25: 2-gesch. Giebelhaus von um 1900, heute mit Türkisch-Deutschem Kulturverein
- Nr. 36: Alte Apotheke, früher bis ca. 1971 Nr. 51
- Nr. 37: 1-gesch. verklinkertes Giebelhaus vermutlich aus den 1900er Jahren
- Nr. 41: 4-gesch. verfliestes Bürohaus vom Pörtner-Verlag von ca. 1955 nach Plänen von Ernst Becker-Sassenhof[3]
- Nr. 84: 1-gesch. denkmalgeschütztes Haus Kapitän Dallmann von 1853 für Kapitän und Schiffseigner Nicolaus Friedrich; hier wohnte ab 1874 Kapitän und später Reedereiinspektor (NDL) Johann Karl Meyer; ab 1888 Louis Wieting, Schwiegersohn von Kapitän Dallmann sowie dauerhaft von 1894 bis 1896 (†) Dallmann nach seiner letzten Fahrt.[4][5]

Kunstobjekte, Gedenktafeln
- Stolpersteine für die Opfer des Nationalsozialismus gemäß der Liste der Stolpersteine in Bremen:
  - Nr. 2 für Karl Salm (* 1883), 1939 geflohen
  - Nr. 4 für Alfred Levy (1894 – um 1942), ermordet in Minsk
  - Nr. 17 für Ferdinand Isselbächer (1877–?), 1939 geflohen; Moritz Kayser (* 1872), 1941 geflohen
  - Nr. 23 für Emma Isselbächer (1879–1945), 1941 geflohen und für Flora Pionkowski